# Departamento de Ualata
Ualata es un departamento de la región de Hodh el Charqui, en Mauritania. En marzo de 2013 presentaba una población censada de 13 086 habitantes. Está formado por la siguiente comuna, que se muestran asimismo con población de marzo de 2013:
- Ualata 13,086[1]